# 6375 Fredharris
6375 Fredharris este un asteroid din centura principală de asteroizi.

## Descriere
6375 Fredharris este un asteroid din centura principală de asteroizi. A fost descoperit pe 1 octombrie 1986 la Caussols de CERGA. El prezintă o orbită caracterizată de o semiaxă mare de 3,17 ua, o excentricitate de 0,17 și o înclinație de 1,6° în raport cu ecliptica.